# رأفت الأكحلي
رأفت الأكحلي هو سياسي يمني، تولى منصب  وزير الشباب والرياضة ‏ في حكومة بحاح 7 نوفمبر 2014–22 يناير 2015.
| المناصب السياسية   | المناصب السياسية                                    | المناصب السياسية      |
| ------------------ | --------------------------------------------------- | --------------------- |
| سبقه معمر الإرياني | وزير الشباب والرياضة ‏ 7 نوفمبر 2014 - 22 يناير 2015 | تبعه نايف صالح البكري |